# Enigaldi-Nana
Enigaldi-Nana (cuneiforme babilônico:  En-nígaldi-Nanna), também conhecida como Bel-Salti-Nana e comumente chamada apenas de Enigaldi, foi uma princesa do Império Neobabilônico e suma sacerdotisa (entu) de Ur. Como a primeira entu em seis séculos, servindo como a "esposa humana" do deus-lua Sim, Enigaldi detinha grande poder religioso e político. Ela é mais famosa hoje por fundar um museu em Ur por volta de 530 a.C. O museu de Enigaldi exibiu artefatos catalogados e rotulados dos 1.500 anos anteriores da história da Mesopotâmia e é frequentemente considerado o primeiro museu da história mundial.

## Família
Enigaldi era filha de Nabonido, que governou como rei da Babilônia de 556 a 539 a.C. Ela tinha pelo menos três irmãos: o irmão Belsazar e as irmãs Ina-Esaguila-risate e Acabuʾunma. Nabonido era genealogicamente desvinculado dos reis babilônicos anteriores, mas pode ter sido casado com uma filha do governante anterior Nabucodonosor II (r. 605–562 a.C.), o que tornaria Enigaldi e seus irmãos netos de Nabucodonosor. O nome de sua mãe é desconhecido, mas ela pode ter sido a figura lembrada na tradição posterior sob o nome Nitócris.
Nabonido tinha grande interesse pela arqueologia. Conduziu extensas escavações, incluiu mais alusões a governantes do passado em seus escritos do que a maioria dos outros reis, e é a primeira pessoa conhecida na história a tentar datar cronologicamente artefatos arqueológicos. O interesse de Enigaldi em arqueologia e história provavelmente se originou de seu pai.

## Carreira

### Suma sacerdotisa

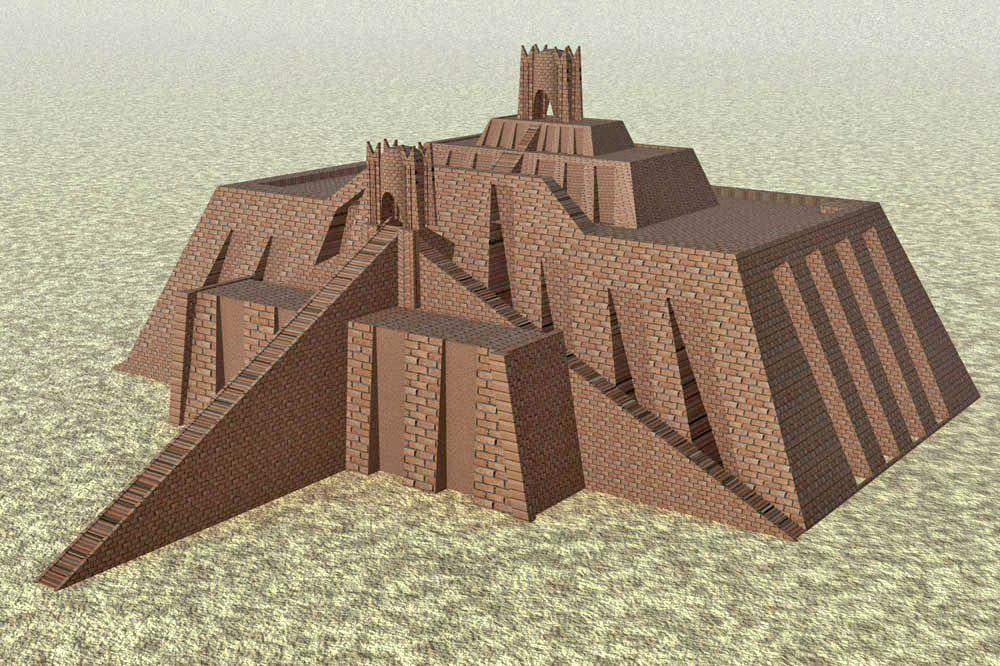
Reconstrução do Zigurate de Ur

Em 547 a.C., Nabonido reviveu o cargo de entu ("suma sacerdotisa") de Ur, que estava vago desde a época de Nabucodonosor I no século XII a.C., e nomeou Enigaldi para este cargo. A entu era devota ao deus-lua Sim (conhecido como Nana em tempos sumérios) e era a sacerdotisa de mais alto escalão no país, supostamente divinamente eleita pelo próprio deus e revelada através de presságios. Todas as entu conhecidas eram de sangue real, tendo sido irmãs ou filhas de reis. Nabonido foi supostamente inspirado a restaurar o cargo após um eclipse lunar parcial em 554 a.C., que ele interpretou como um presságio, e a descoberta de uma estela criada por Nabucodonosor I mostrando o investimento da filha daquele rei como entu. De acordo com Nabonido, ele selecionou Enigaldi como entu somente depois de ter aprendido através de uma longa adivinhação que ela era a escolha de Sim. O nome Enigaldi-Nana foi provavelmente assumido neste momento como seu nome de sacerdotisa, uma vez que significa "Nana solicita uma entu".
Como entu, Enigaldi teria dedicado grande parte de seu tempo religioso à noite ao culto de Sim em uma pequena sala azul no topo do Zigurate de Ur. Sua residência oficial era um edifício chamado guiparu, localizado ao lado do zigurate. O guiparu estava em ruínas há séculos, mas foi reconstruído para Enigaldi por ordem de Nabonido. A parte mais importante do papel religioso da entu era servir como a esposa humana do deus Sim e realizar ritos relacionados a este casamento sagrado. O que esses ritos implicavam é pouco conhecido. A entu também tinha que orar pela vida do rei, que servia como a encarnação viva da prosperidade da Babilônia, e tinha que fornecer conforto e adorno para a deusa Ningal, a divina consorte de Sim. A entu também servia como administradora das consideráveis propriedades e riquezas pertencentes ao complexo do templo de Ur. Além desses deveres, Enigaldi também administrava, e possivelmente ensinava, uma escola para aspirantes a sacerdotisas de famílias babilônicas de classe alta. Quando Enigaldi se tornou entu, esta escola estava em operação contínua há mais de oitocentos anos. A escola ensinava um dialeto de escriba especial para mulheres chamado Emesal.

### curadora de Museu

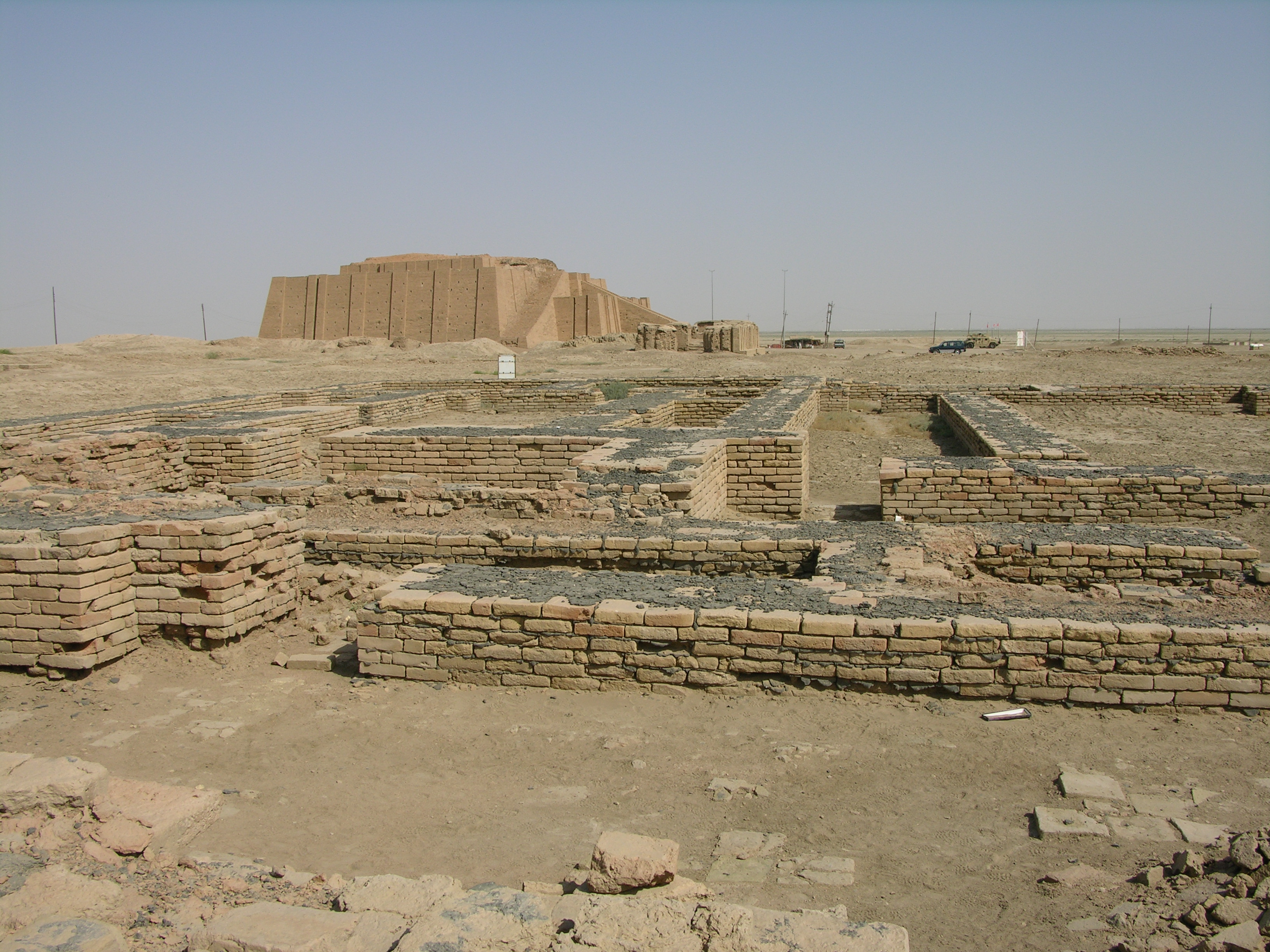
Ruínas do Museu de Enigaldi-Nana

O reinado do pai de Enigaldi chegou ao fim quando o Império Neobabilônico foi conquistado por Ciro, o Grande do Império Aquemênida em 539 a.C. Nabonido parece ter sido autorizado a viver e se aposentar em paz, talvez para Carmânia. A mudança no governo não parece ter impactado a posição de Enigaldi em Ur desde que ela em c. 530 a.C. fundou um museu contendo artefatos de antigas civilizações da Mesopotâmia, localizado a cerca de 150 metros a sudeste do zigurate. O museu de Enigaldi é frequentemente considerado o primeiro museu da história mundial.
Alguns dos objetos expostos podem ter sido escavados pessoalmente por Enigaldi e seu pai. A maioria dos artefatos datava do século XX a.C., embora a coleção abrangesse um período de cerca de 1.500 anos (c. 2100–600 a.C.). Enigaldi desenvolveu um programa de pesquisa em torno da coleção de artefatos do museu e presumivelmente ela mesma era responsável por catalogar e rotular as coleções. Entre os itens expostos estavam artefatos que pertenceram a Nabucodonosor II, uma maça cerimonial, uma estela de fronteira cassita (Cudurru), bem como uma estátua de Sulgi, um famoso rei sumério de Ur (r. 2094–2046 a.C.), que foi cuidadosamente restaurada para preservar as inscrições nela. O museu incluía tabuletas de argila e cones com inscrições contendo descrições dos objetos (ou seja, etiquetas de museu) escritas em três idiomas diferentes, incluindo sumério. O museu também foi equipado com tabuletas com os objetos expostos; os mais antigos catálogos de museus conhecidos.
O destino subsequente de Enigaldi é desconhecido. Acredita-se que ela tenha sido a última ocupante do cargo de entu. O museu de Enigaldi encerrou suas operações o mais tardar por volta de 500 a.C.; as mudanças nas condições climáticas (incluindo uma mudança no curso do rio Eufrates, uma seca e a recessão do Golfo Pérsico) fizeram com que Ur declinasse rapidamente sob o domínio aquemênida e tornasse uma cidade desabitada naquela época.

## Legado
As ruínas do museu de Enigaldi foram descobertas pelo arqueólogo britânico Leonard Woolley durante as escavações do complexo do templo de Ur em 1925. Os objetos bem organizados de várias idades diferentes permitiram a Woolley identificar rapidamente o local como os restos de um museu.
Enigaldi está entre uma das 998 mulheres historicamente impactantes homenageadas na obra de arte The Dinner Party de Judy Chicago.